# Heinrich Tønnies

Heinrich Tønnies ou Heinrich Tönnies, né le 10 mai 1825 à Grünenplan près de Brunswick en Allemagne et mort le 11 décembre 1903 à Aalborg au Danemark, est un  photographe danois d'origine allemande, actif à Aalborg.

## Biographie

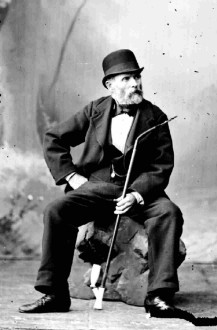
Autoportrait photographique d'Heinrich Tønnies.

Johan Georg Heinrich Ludwig Tønnies suit une formation de peintre et de tailleur de verre, et travaille dans l'industrie du verre dans le duché de Brunswick et la région de la Ruhr.
Il s'installe au Danemark en 1847 et travaille d'abord à la cristallerie de Konradsminde comme peintre sur porcelaine et tailleur de verre. Il épouse en 1853 Emma Müller ; le couple a trois enfants.
En 1855, Heinrich Tønnies s'installe à Aalborg pour travailler dans une usine de verrerie ; il y fait la connaissance du photographe 
Carl Fritsche, originaire de Berlin, et se forme auprès de lui à la daguerréotypie. Tønnies se forme également auprès de Wilhelm Schrøder à Copenhague et se rend brièvement à Berlin où il complète ses connaissances en photographie auprès du photographe de cour Carl Suck (de).
De retour à Aalborg à l'automne 1856, Tønnies achète le 9 décembre 1856 l'atelier de photographie de Carl Fritsche, qui s'installe la même année à Hambourg.
Tønnies se spécialise rapidement dans le portrait carte-de-visite, avec un grand succès ; il réalise les portraits et les photographies de famille habituels, mais prend également des clichés de soldats, d'artisans et de domestiques dans leurs vêtements de tous les jours. Il photographie aussi des paysages. Il investit dans l'amélioration de son équipement de studio et acquiert des appareils photographiques plus modernes, notamment un appareil Voigtländer doté d'un objectif lumineux de 16 cm de diamètre, fabriqué à Brunswick depuis 1865 : les négatifs de 50 × 60 cm qu'il permettait de prendre fournissaient des tirages de grande taille et très détaillés à une époque où les agrandissements étaient encore largement inconnus. Il utilise d'abord des plaques au collodion humide, puis passe très rapidement aux plaques sèches. Il devient le principal photographe du Jutland du Nord
Dans les années 1860, Tønnies prend un grand nombre de photographies d'Aalborg : vues de la ville, bâtiments, scènes de rue. Il vend ses photographies en cartes postales. En 1874, il reçoit une importante commande des chemins de fer danois, pour photographier en détail les phases de la construction du pont ferroviaire au-dessus du bras de mer du Limfjord dans le nord du Jutland ; Tønnies photographie les travaux ainsi que  ouvriers qui voulaient envoyer des photos chez eux, souvent dans leurs vêtements de travail et parfois avec leurs outils,,.
Tønnies photographie les soldats danois avant qu'ils ne partent au combat lors de la Première guerre de Schleswig qui oppose la Confédération germanique au Danemark de mars 1848 jusqu'en 1851, puis de janvier à octobre 1864 lors de la guerre des Duchés qui oppose la Confédération germanique puis l'empire d'Autriche et le royaume de Prusse au Danemark. Lors du premier de ces conflits, environ 17 000 Danois convertis au mormonisme émigrent en Utah pour échapper à l'enrôlement dans l'armée danoise ;  Tønnies a pris des portraits d'environ 2 000 mormons danois avant leur émigration aux États-Unis. 498 photographies de mormons danois prises par Tønnies sont conservées dans la collection Heinrich Tönnies de la bibliothèque de l'université Brigham-Young à Provo dans l'Utah.
En 1870 Tønnies obtient la nationalité danoise. Il dirige son atelier photographique jusqu'à sa mort en 1903 ; il est inhumé au cimetière d'Aalborg. Son fils Emil (1860-1923) et ses descendants continuent l'activité de l'atelier jusqu'au début des années 1970.

## Collections
Le Musée d'histoire (da) d'Aalborg acquiert en 1991 les photographies, les archives et l'équipement de l'atelier de Heinrich Tønnies et de sa famille ; le fonds comprend notamment 300 000 négatifs de portraits, concernant au moins 45 000 personnes, avec les carnets de commande où Tønnies a consigné nom, adresse et profession, ce qui permet d'identifier les modèles, ainsi qu'un ensemble de vues d'Aalborg.

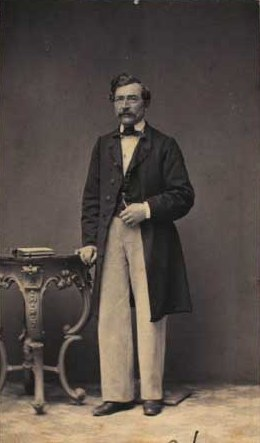
Le peintre danois Niels Rademacher (da), vers 1850-1860.
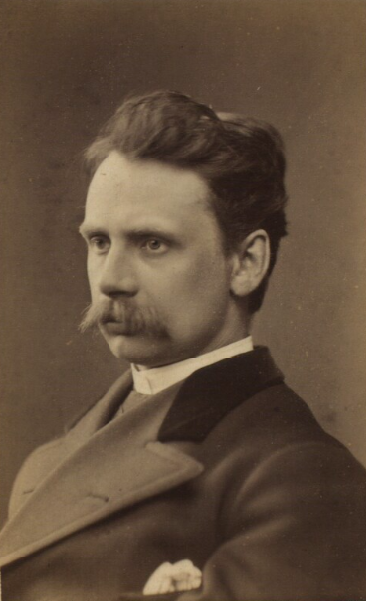
Le libraire Magnus Andreas Schultz, 14 janvier 1874.
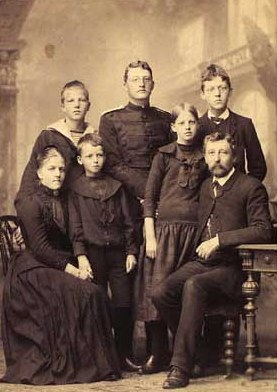
Sophus Andreas Bergsøe, son épouse Margrethe Bergsøe et leurs enfants, 1885.
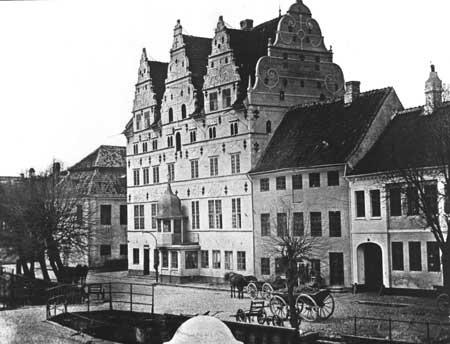
La maison du marchand Jens Bang (da) construite en 1624 à Aalborg, vers 1890.
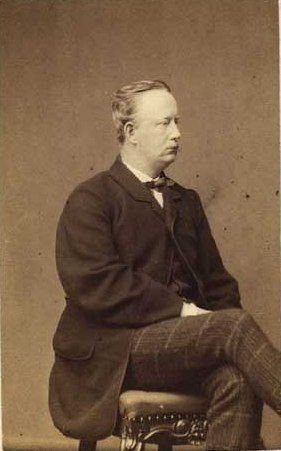
Sophus Skeel (1836-1895), homme politique danois.
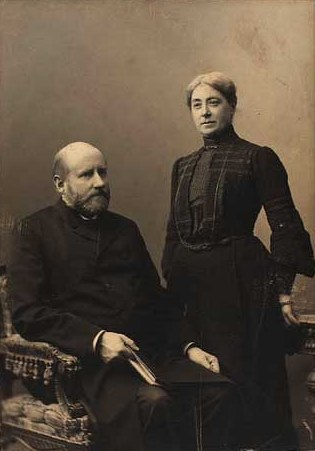
L'évêque Fredrik Nielsen (da) et son épouse.